# Korbinian Vollmann
Korbinian Vollmann (* 27. Oktober 1993 in München) ist ein deutscher Fußballspieler. Der Offensivspieler steht im Aufgebot des Kirchheimer SC in der sechstklassigen bayrischen Landesliga Südost.

## Laufbahn

### Jugend
Vollmann begann bei seinem Heimatverein SC Kirchheim mit dem Fußballspielen. In der F-Jugend spielte er bei der SpVgg Unterhaching, danach beim SV Pullach. 2004 trat er ins Nachwuchsleistungszentrum des TSV 1860 München ein, wo er ab der U12 die Juniorenmannschaften durchlief. In der Spielzeit 2010/11 lief er 25 Mal für die U19 von 1860 auf und erzielte drei Tore. Auch in beiden Halbfinalspielen der deutschen A-Junioren-Meisterschaft kam er zum Einsatz; er markierte dabei den einzigen Treffer für die Löwen, die gegen den 1. FC Kaiserslautern ausschieden.

### Erwachsenenfußball
Zur Vorbereitung auf die Spielzeit 2011/12 wurde Vollmann von Trainer Reiner Maurer zusammen mit sieben weiteren A-Jugendlichen in den „Förderkader“ für Jungprofis berufen, er war dabei der jüngste Spieler. An den ersten vier Spieltagen der Regionalliga kam er für die zweite Mannschaft (U23) zum Einsatz. Am 23. August wurde er bei einem Testspiel gegen den SC München erstmals in der ersten Mannschaft eingesetzt.
Kurz vor dem Ende der Sommertransferphase wurde er bis zum Ende der laufenden Saison an die drittklassige SpVgg Unterhaching verliehen. Zugleich verlängerte er seinen Vertrag mit 1860 München bis 2013. Für Unterhaching kam er am 14. September 2011 zu seinem ersten Einsatz im Profifußball. Insgesamt lief er 13 Mal für die SpVgg auf, dabei erzielte er ein Tor. Zudem spielte er einmal für die zweite Mannschaft der Unterhachinger in der Bayernliga. Nach Unstimmigkeiten mit Profi-Trainer Heiko Herrlich spielte er ab Februar 2012 nur noch für die U19 der SpVgg in der A-Junioren-Bundesliga. Dort schoss er in insgesamt zehn Spielen zwei Tore.
Im Sommer 2012 kehrte er zu 1860 zurück und wurde nominell wieder in den Zweitligakader aufgenommen, gehörte jedoch bei keinem Zweitligaspiel zum 18er-Kader. Für die zweite Mannschaft, die nun als U21 in der neuen Regionalliga Bayern antrat, spielte er 27 Mal, schoss vier Tore und bereitete zehn weitere vor. Nachdem die U21 Meister der Regionalliga Bayern geworden war, kam Vollmann auch in beiden Aufstiegsspielen gegen die SV Elversberg zum Einsatz, in denen sich die Saarländer durchsetzten.
In der Fußball-Regionalliga Bayern 2013/14 schoss er in 24 Spielen sieben Tore. In der folgenden Spielzeit 2014/15 kam er in den ersten 20 Spielen der Regionalliga  meist über die volle Länge zum Einsatz, nur einmal wurde er ausgewechselt. In diesen Spielen schoss er 14 Tore und war teilweise auch Mannschaftskapitän. Ab Anfang November 2014 nahm er wieder vermehrt am Training der Zweitligamannschaft teil. Am 22. November 2014 gehörte er erstmals zum Aufgebot bei einem Pflichtspiel und wurde beim Sieg bei Union Berlin eingewechselt. Seinen ersten Pflichtspieltreffer für die erste Mannschaft der Löwen erzielte Vollmann am 13. März 2015 bei einem 3:0-Auswärtssieg gegen die SpVgg Greuther Fürth, als er in der 65. Spielminute seine Mannschaft zur zwischenzeitlichen 2:0-Führung brachte.
Im Januar 2016 wechselte Vollmann zum SV Sandhausen. Dort unterschrieb er einen Vertrag bis Sommer 2017, den er im Mai 2017 um zwei Jahre mit Option auf ein weiteres verlängerte. Da diese nicht gezogen wurde, verließ Vollmann den SVS zum Saisonende 2018/19 und schloss sich dem Drittligisten F.C. Hansa Rostock an, bei dem er einen bis Juni 2021 gültigen Vertrag erhielt.
In Rostock gab Vollmann sein Startelfdebüt am 1. Spieltag der Saison 2019/20 beim Heimspiel gegen Viktoria Köln (3:3). Im Laufe der Saison brachte er aus auf weitere 30 Einsätze für die Kogge, in denen er zusammen zweimal in das Tor des Gegners traf. Hansa-Trainer Jens Härtel setzte ihn auch im DFB-Pokalspiel gegen den Zweitligisten und späteren Aufsteiger VfB Stuttgart (0:1) ein, ebenso fünfmal im Lübzer-Pils-Cup, welcher am Ende gegen den Torgelower FC Greif 3:0 gewonnen wurde. Korbinian Vollmann traf im finalen Spiel doppelt und entschied mit seinem 2:0 und 3:0 das Spiel und wurde Landespokalsieger. Die neue Saison begann für Vollmann und die Mannschaft erneut mit einem DFB-Pokalspiel gegen den nun Bundesligisten VfB Stuttgart, welches im Ostseestadion wie im Vorjahr mit 0:1 verloren wurde. Im Laufe der Drittliga-Spielzeit 2020/21, an deren Ende der Aufstieg in die 2. Bundesliga gelang, lief der gebürtige Münchner 23 Mal (zwei Tore) für die Hanseaten auf. Nach Beendigung der Saison trennten sich die Wege von Vollmann und Hansa Rostock.
Aus beruflichen und familiären Gründen beendete Vollmann im Alter von 27 Jahren seine Karriere als Profifußballer. Es zog ihn zurück in seine bayrische Heimat in die Nähe von München und seinem Jugendverein Kirchheimer SC. Dort begann er im Oktober 2021 im Amateurbereich in der sechstklassigen bayrischen Landesliga Südost zu spielen und unterstützte ab dieser Zeit Steven Toy als spielender Co-Trainer.

## Erfolge
F.C. Hansa Rostock
- Landespokalsieger Mecklenburg-Vorpommern: 2020
- Aufstieg in die 2. Bundesliga: 2021

Kirchheimer SC
- Aufstieg in die Bayernliga Süd: 2023[11]